# Cantó d'Étrépagny
El cantó d'Étrépagny és un cantó francès del departament de l'Eure, situat al districte de Les Andelys. Té 20 municipis i el cap es Étrépagny.

## Municipis
- Chauvincourt-Provemont
- Coudray
- Doudeauville-en-Vexin
- Étrépagny
- Farceaux
- Gamaches-en-Vexin
- Hacqueville
- Heudicourt
- Longchamps
- Morgny
- Mouflaines
- La Neuve-Grange
- Nojeon-en-Vexin
- Puchay
- Richeville
- Sainte-Marie-de-Vatimesnil
- Saussay-la-Campagne
- Le Thil
- Les Thilliers-en-Vexin
- Villers-en-Vexin

## Història
| Data d'elecció                           | Identitat        | Partit                     | Qualitat |
| ---------------------------------------- | ---------------- | -------------------------- | -------- |
| 1945-1964                                | Georges Delamare | Radical                    |          |
| 1964-1998                                | Michel Quillet   | Divers gauche, després UDF |          |
| 1998-                                    | Pierre Beaufils  | Divers droite, després UMP |          |
| les dades anteriors no són pas conegudes |                  |                            |          |
|                                          |                  |                            |          |

## Demografia
| A partir de 1990: Població sense dobles comptes |